# 楽古川
楽古川（らっこがわ）は、北海道十勝総合振興局管内を流れ太平洋に注ぐ二級河川で楽古川水系の本流である。上流域は日高山脈襟裳十勝国立公園に指定されている。

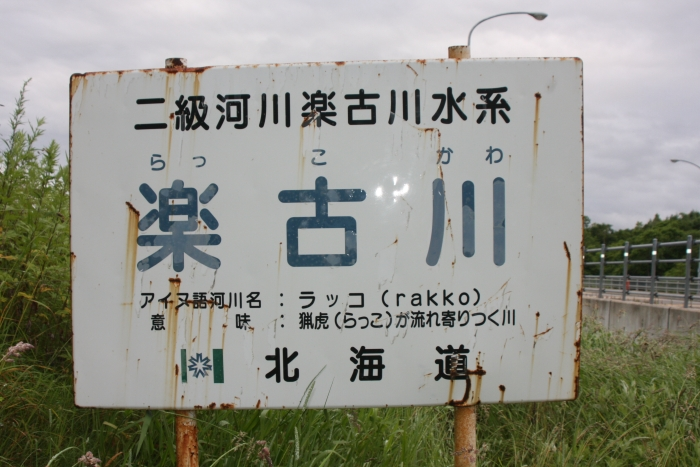
楽古橋にある楽古川の河川標識

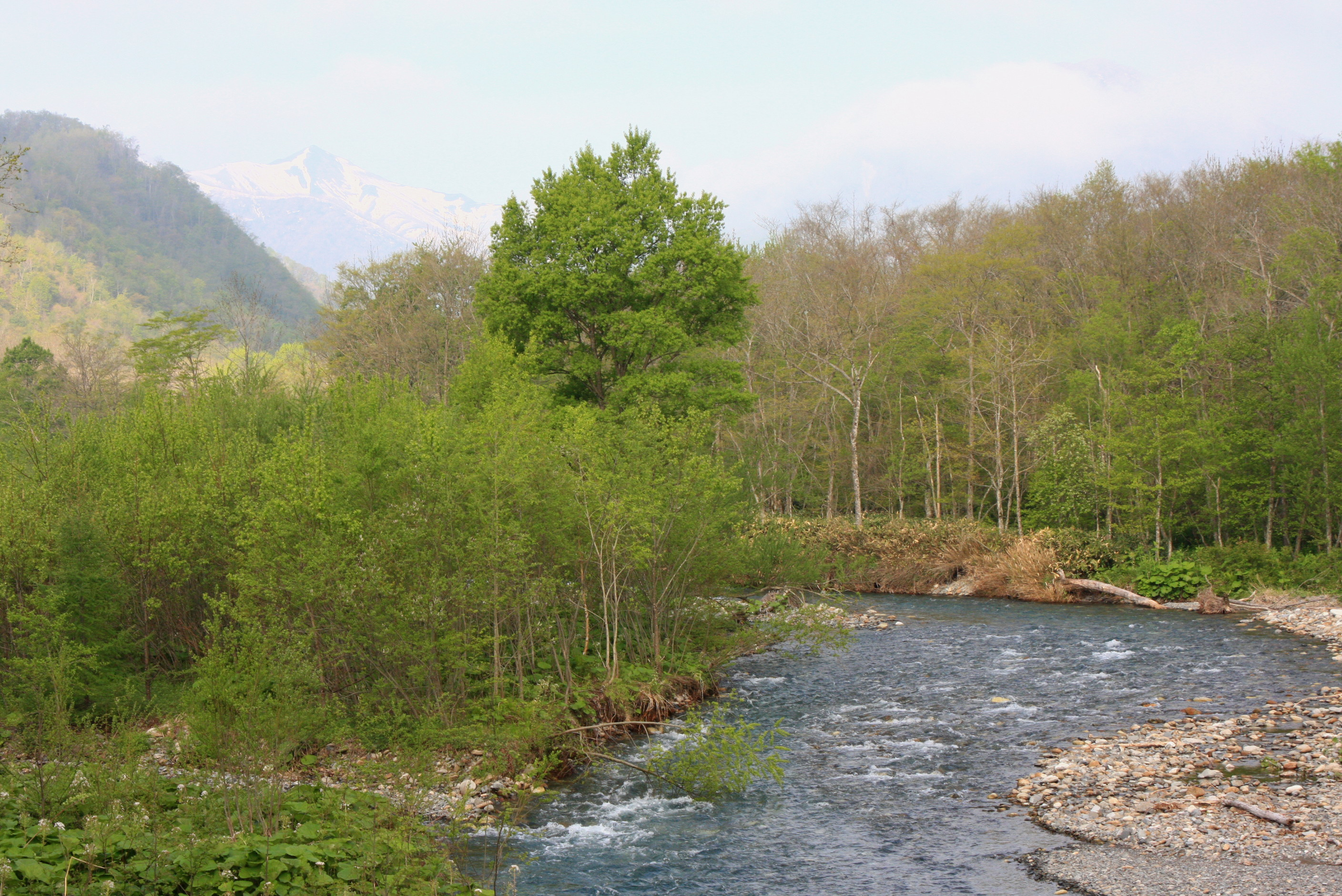
札楽古橋より札楽古川（支流）と楽古岳

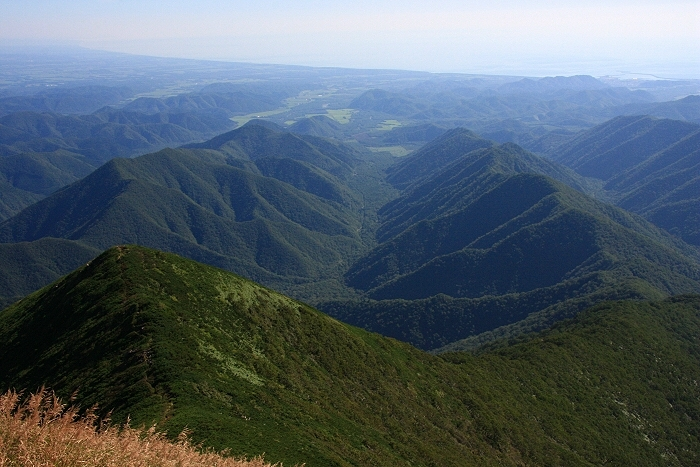
楽古岳より俯瞰する札楽古川のＶ字谷と十勝港

## 地理
北海道十勝総合振興局広尾郡広尾町および日高振興局浦河郡浦河町に跨る日高山脈の十勝岳 (日高山脈)で源を発し、楽古岳から源を発する札楽古川と合流し、広尾町の十勝港隣の河口で太平洋に注ぐ。

## 名称の由来
アイヌ語名の「ラッコペッ（rakko-pet）」（ラッコ・川）から。松浦武四郎『東蝦夷日誌』では次のように紹介されている。
これについて、山田秀三は著書『北海道の地名』において、後者の説は後人がここであった事件に結び付けた解だろう、と「ラッコ」説を支持した上で次のように考察している。

## 流域の自治体
北海道
十勝総合振興局広尾郡広尾町

## 支流
括弧内は流域の自治体
- 札楽古川（広尾町）
  - ペンケ札楽古川（広尾町）
  - パンケ札楽古川（広尾町）
- 三の沢川（広尾町）
- ニの沢川（広尾町）
- 一の沢川（広尾町）
- オピツマナイ川（広尾町）

## 主な橋梁
- 上楽古橋
- 楽古橋 - 国道336号